# Coppa del Mondo di combinata nordica 2019
La Coppa del Mondo di combinata nordica 2019, trentaseiesima edizione della manifestazione organizzata dalla Federazione Internazionale Sci, è iniziata il 24 novembre 2018 a Kuusamo, in Finlandia, e si è conclusa il 17 marzo 2019 a Schonach im Schwarzwald, in Germania. Nel corso della stagione si sono tenuti a Seefeld in Tirol i Campionati mondiali di sci nordico 2019, non validi ai fini della Coppa del Mondo, il cui calendario ha contemplato dunque un'interruzione tra febbraio e marzo.
Sono state disputate tutte le 23 gare in programma, in 11 diverse località: 20 individuali (19 Gundersen, 1 partenza in linea) e 3 a squadre (1 4x5 km, 2 sprint a coppie); 8 gare si sono svolte su trampolino normale, 15 su trampolino lungo.
Il norvegese Jarl Magnus Riiber si è aggiudicato la coppa di cristallo, il trofeo assegnato al vincitore della classifica generale; non sono state stilate classifiche di specialità. Il giapponese Akito Watabe era il detentore uscente della Coppa generale.

## Risultati
| Data                   | Località                | Nazione   | Trampolino                  | Spec.            | Primo                                                              | Secondo                                                        | Terzo                                                             |
| ---------------------- | ----------------------- | --------- | --------------------------- | ---------------- | ------------------------------------------------------------------ | -------------------------------------------------------------- | ----------------------------------------------------------------- |
| 24 novembre 2018       | Kuusamo                 | Finlandia | Rukatunturi HS142           | IN LH/10 km      | Mario Seidl                                                        | Jarl Magnus Riiber                                             | Johannes Rydzek                                                   |
| 25 novembre 2018       | Kuusamo                 | Finlandia | Rukatunturi HS142           | T LH/4x5 km      | Germania Eric Frenzel Fabian Rießle Johannes Rydzek Vinzenz Geiger | Giappone Gō Yamamoto Yoshito Watabe Hideaki Nagai Akito Watabe | Norvegia Magnus Moan Jan Schmid Jarl Magnus Riiber Jørgen Graabak |
| 30 novembre 2018       | Lillehammer             | Norvegia  | Lysgårdsbakken HS98         | IN NH/5 km       | Jarl Magnus Riiber                                                 | Eric Frenzel                                                   | Franz-Josef Rehrl                                                 |
| 1º dicembre 2018       | Lillehammer             | Norvegia  | Lysgårdsbakken HS98         | MS NH/10 km      | Jarl Magnus Riiber                                                 | Eric Frenzel                                                   | Fabian Rießle                                                     |
| 2 dicembre 2018        | Lillehammer             | Norvegia  | Lysgårdsbakken HS140        | IN LH/10 km      | Jarl Magnus Riiber                                                 | Jørgen Graabak                                                 | Johannes Rydzek                                                   |
| 22 dicembre 2018       | Ramsau am Dachstein     | Austria   | W90-Mattensprunganlage HS98 | IN NH/10 km      | Jarl Magnus Riiber                                                 | Franz-Josef Rehrl                                              | Fabian Rießle                                                     |
| 23 dicembre 2018       | Ramsau am Dachstein     | Austria   | W90-Mattensprunganlage HS98 | IN NH/10 km      | Jørgen Graabak                                                     | Johannes Rydzek                                                | Fabian Rießle                                                     |
| 5 gennaio 2019         | Otepää                  | Estonia   | Tehvandi HS97               | IN NH/10 km      | Jarl Magnus Riiber                                                 | Akito Watabe                                                   | Martin Fritz                                                      |
| 6 gennaio 2019         | Otepää                  | Estonia   | Tehvandi HS97               | IN NH/10 km      | Jarl Magnus Riiber                                                 | Johannes Rydzek                                                | Akito Watabe                                                      |
| 11 gennaio 2019        | Val di Fiemme           | Italia    | Giuseppe Dal Ben HS135      | IN LH/10 km      | Johannes Rydzek                                                    | Jørgen Graabak                                                 | Mario Seidl                                                       |
| 12 gennaio 2019        | Val di Fiemme           | Italia    | Giuseppe Dal Ben HS135      | T SP LH/2x7,5 km | Norvegia I Jan Schmid Jørgen Graabak                               | Germania I Johannes Rydzek Vinzenz Geiger                      | Germania II Eric Frenzel Fabian Rießle                            |
| 13 gennaio 2019        | Val di Fiemme           | Italia    | Giuseppe Dal Ben HS135      | IN LH/10 km      | Vinzenz Geiger                                                     | Johannes Rydzek                                                | Akito Watabe                                                      |
| Nordic Combined Triple |                         |           |                             |                  |                                                                    |                                                                |                                                                   |
| 18 gennaio 2019        | Chaux-Neuve             | Francia   | La Côté Feuillée HS118      | IN LH/5 km       | Franz-Josef Rehrl                                                  | Espen Bjørnstad                                                | Fabian Rießle                                                     |
| 19 gennaio 2019        | Chaux-Neuve             | Francia   | La Côté Feuillée HS118      | IN LH/10 km      | Franz-Josef Rehrl                                                  | Akito Watabe                                                   | Fabian Rießle                                                     |
| 20 gennaio 2019        | Chaux-Neuve             | Francia   | La Côté Feuillée HS118      | IN LH/15 km      | Mario Seidl                                                        | Fabian Rießle                                                  | Franz-Josef Rehrl                                                 |
| 26 gennaio 2019        | Trondheim               | Norvegia  | Granåsen HS140              | IN LH/10 km      | Jarl Magnus Riiber                                                 | Magnus Krog                                                    | Wilhelm Denifl                                                    |
| 27 gennaio 2019        | Trondheim               | Norvegia  | Granåsen HS140              | IN LH/10 km      | Jarl Magnus Riiber                                                 | Vinzenz Geiger                                                 | Jørgen Graabak                                                    |
| 2 febbraio 2019        | Klingenthal             | Germania  | Vogtland Arena H140         | IN LH/10 km      | Jarl Magnus Riiber                                                 | Vinzenz Geiger                                                 | Johannes Rydzek                                                   |
| 3 febbraio 2019        | Klingenthal             | Germania  | Vogtland Arena H140         | IN LH/10 km      | Jarl Magnus Riiber                                                 | Ilkka Herola                                                   | Fabian Rießle                                                     |
| 9 febbraio 2019        | Lahti                   | Finlandia | Salpausselkä HS130          | T SP LH/2x7,5 km | Finlandia I Ilkka Herola Eero Hirvonen                             | Norvegia I Espen Bjørnstad Jørgen Graabak                      | Austria I Wilhelm Denifl Mario Seidl                              |
| 10 febbraio 2019       | Lahti                   | Finlandia | Salpausselkä HS130          | IN LH/10 km      | Jørgen Graabak                                                     | Akito Watabe                                                   | Mario Seidl                                                       |
| 9 marzo 2019           | Oslo Holmenkollen       | Norvegia  | Holmenkollen HS134          | IN LH/10 km      | Jarl Magnus Riiber                                                 | Ilkka Herola                                                   | Espen Bjørnstad                                                   |
| 16 marzo 2019          | Schonach im Schwarzwald | Germania  | Langenwaldschanze H106      | IN NH/10 km      | Bernhard Gruber                                                    | Lukas Greiderer                                                | Jarl Magnus Riiber                                                |
| 17 marzo 2019          | Schonach im Schwarzwald | Germania  | Langenwaldschanze H106      | IN NH/15 km      | Jarl Magnus Riiber                                                 | Jan Schmid                                                     | Bernhard Gruber                                                   |

Legenda:

IN = individuale Gundersen

MS = partenza in linea

SP = sprint

T = gara a squadre

NH = trampolino normale

LH = trampolino lungo

## Classifiche

### Generale
| Pos. | Nome               | Nazione  | Punti |
| ---- | ------------------ | -------- | ----- |
| 1    | Jarl Magnus Riiber | Norvegia | 1518  |
| 2    | Akito Watabe       | Giappone | 893   |
| 3    | Franz-Josef Rehrl  | Austria  | 841   |
| 4    | Johannes Rydzek    | Germania | 806   |
| 5    | Vinzenz Geiger     | Germania | 803   |
| 6    | Mario Seidl        | Austria  | 729   |
| 7    | Jørgen Graabak     | Norvegia | 707   |
| 8    | Fabian Rießle      | Germania | 693   |
| 9    | Espen Bjørnstad    | Norvegia | 596   |
| 10   | Manuel Faißt       | Germania | 485   |

### Nazioni
| Pos. | Nazione     | Punti |
| ---- | ----------- | ----- |
| 1    | Norvegia    | 4937  |
| 2    | Germania    | 4117  |
| 3    | Austria     | 4060  |
| 4    | Giappone    | 2063  |
| 5    | Finlandia   | 1196  |
| 6    | Francia     | 743   |
| 7    | Italia      | 697   |
| 8    | Polonia     | 345   |
| 9    | Rep. Ceca   | 291   |
| 10   | Stati Uniti | 111   |